# Cultisme
Un cultisme, mot culte o mot savi és un mot manllevat i adaptat d'una llengua morta sense seguir la cronologia de l'evolució lingüística. En el cas català, consisteix a prendre un mot llatí o grec passada l'edat mitjana. Com el nom indica, aquests mots solen estar restringits a contextos formals i d'un registre elevat.
Si conviuen amb un mot estàndard que ha evolucionat de manera natural, el parell s'anomena doblet. Per exemple, «càtedra» i «cadira» formen un doblet perquè venen del mateix mot llatí («cathedra»). El primer mot és el cultisme perquè té un ús més restringit i s'assembla més fonèticament a l'original; això indica que el manlleu ha sigut directe i recent.
Els cultismes tenen sempre un grau d'adaptació a la llengua d'acollida. Per això, les expressions llatines que poden aparèixer al discurs no són considerades cultismes. Per a marcar la diferència, hom sol escriure-les en cursiva, mentre que els cultismes adopten les regles generals de l'ortografia de l'idioma d'acollida (per exemple, en català els cultismes s'accentuen, cosa que no passa amb la llarga llista de locucions llatines d'ús habitual).
Són cultismes del català, per exemple, albor i aliè, enfront de blancor i estrany.

## ViccionariReferències
1. 1 2  «Cultisme». Gran Enciclopèdia Catalana.  Barcelona:  Grup Enciclopèdia Catalana.
2. ↑  Colell, Anna. «Mots hereditaris, cultismes i manlleus». Llengua i Literatura Catalana. [Consulta: 27 juny 2019].